# Lago de Sils-Ribera de Santa Coloma

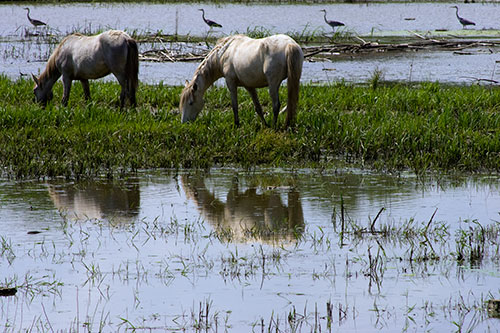
La zona en el verano del 2008.

Lago de Sils-Ribera de Santa Coloma es un Lugar de Importancia Comunitaria situado en la provincia de Gerona, comunidad autónoma de Cataluña, España. El espacio natural tiene una extensión de 4,54 km² y fue aprobado el 2006 como LIC. El proyecto de recuperación del entorno se encuentra protegido bajo el Plan de Espacios de Interés Natural (PEIN) de Cataluña, incluido en la red europea de espacios naturales Natura 2000. Por un acuerdo de Gobierno 112/2006, del 5 de septiembre de 2006, se designan ZEPA y se aprueba la propuesta de LIC.

## Descripción
Es una zona húmeda que corresponde al último vestigio de lo que era un antiguo lago natural situado en el término municipal de Sils y Massanet de la Selva. El antiguo lago, ya casi desecado, era comparable en cuanto a sus dimensiones, al Lago de Bañolas. A pesar de la reducida extensión actual de los humedales residuales, el lago de Sils es una de las zonas húmedas más importantes del interior de Cataluña. Este espacio comprende un tramo importante de numerosas rieras -Arroyo de Vallcanera, Arroyo de Santa María, Rec Sorrer, Arroyo de Pinos, la Torderola- que antes daban lugar a un gran estanque y ahora van hacia la acequia de Sils, que sale del espacio y acaba uniéndose a la Riera de Santa Coloma.

## Historia
El antiguo lago de Sils se fue desecando a lo largo de siglos para favorecer los cultivos y por el miedo de que las zonas húmedas infundían, en una época en que se las consideraba lugares inhóspitos e insanos, que ayudaban a la propagación de enfermedades como la malaria. No obstante, las aguas reaparecían tercamente cada vez que se producían fuertes lluvias, y la zona conservó, a pesar de la intensa transformación experimentada, una notable riqueza de flora y condiciones adecuadas para seguir alojando una interesante fauna acuática.
Los intentos de desecación no tuvieron éxito hasta el año 1851 cuando se decidió construir la acequia que iba a desembocar en el arroyo de Santa Coloma. Las tierras obtenidas con la desecación del lago se repartieron entre la gente que había construido la acequia. Con el tiempo la cuenca del antiguo lago se cubrió de prados de pasto donde se dejaba crecer la hierba para el rebaño. Hacia el último cuarto del siglo XX las plantaciones de árboles para usos comerciales, chopos y plátanos, sustituyeron los campos de pasto originales.
A principios del siglo XXI, mediante un proyecto LIFE desarrollado por el Ayuntamiento de Sils y la Fundación Natura, con la colaboración del Departamento de Medio Ambiente y Vivienda de la Generalidad de Cataluña, se ha recuperado una zona de lagunas y se intenta potenciar los hábitats naturales con una gestión de los cultivos más respetuosa con los valores ambientales del espacio.

## Flora

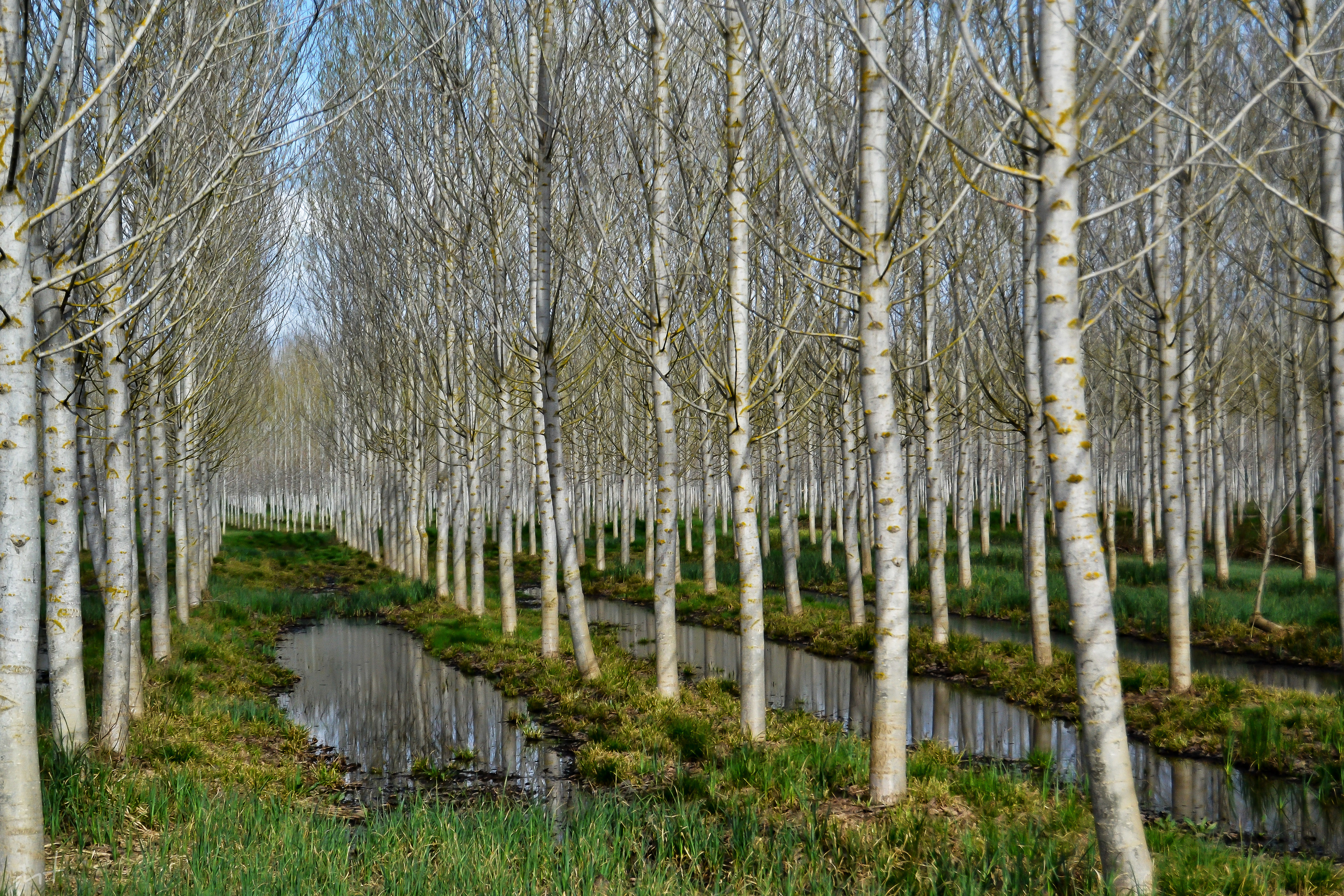
Lago de Sils-Ribera de Santa Coloma

En cuanto a los hábitats de interés comunitario, en la zona aparecen los siguientes, propios de zonas húmedas: Hay prados de siega de tierra baja y de la montaña media, alamedas, saucedas y otros bosques de ribera. También hay otros hábitats que no son propios de zonas húmedas, como prados mediterráneos ricos en anuales, basófilos , alcornocales, encinares y carrascales y pinares mediterráneos. También se ha citado a los hábitats de balsas y charcos temporeros mediterráneos, juncales y herbazales húmedos mediterráneos. El conjunto de las comunidades vegetales acuáticas y higrófilas constituyen un importante vestigio de la vegetación primitiva que ocupaba todo el lago. Es destacable la presencia de martagón, campanilla de invierno, pulmonaria de hoja estrecha y marsilea.
Aparecen fragmentos de bosque de ribera, formados por fresnos y olmos, así como lirios amarillos, comunidades de Lenteja de agua y herbazales de ciperáceas y juncáceas. Aparecen también manchas de robledales y prados de siega. Además, hay, lógicamente, las arboledas de cultivo, omnipresentes, así como fragmentos de hábitats naturales no ligados a las zonas húmedas, como pinares de pino rodeno y pino piñonero, encinares, matorrales silicícolas, etc.

### Fauna
En cuanto a la fauna, destacan las aves acuáticas. Crían, por ejemplo, varias especies de patos (Anas platyrhynchos, A. crecca, A. querquedula, A. clypeata), zampullín chico (Tachybaptus ruficollis), avetorillo común (Ixobrychus minutus) y rascón (Rallus aquaticus). Entre los peces es muy destacable la presencia del espinoso (Gasterosteus gymnurus), única población conocida de la cuenca del río Tordera. La herpetofauna es también muy diversa y singular, con especies como el galápago europeo, el galápago leproso, el tritón palmeado, el Tritón jaspeado , la ranita meridional y la salamandra.